# ثلم بين حديبتي العضد
الثلم بين حديبتي العضد (بالإنجليزية: Intertubercular groove)‏ أو ثلم ذات الرأسين العضدي (بالإنجليزية: Bicipital groove)‏ هو ثلم (شق أو أخدود) عميق يفصل الحديبتان الكبيرة والصغيرة للعضدي عن بعضها البعض، ويبيت فيه الوتر الطويل للعضلة ذات الرأسين العضدية ما بين أوتار كل من العضلة الصدرية الكبيرة على الشفّة الوحشية (الجانبية) والعضلة المدورة الكبيرة على الشفة الإنسية (الوسطية).
يمر خلالها الشريان المنعطف العضدي الأمامي (بالإنجليزية:  humeral anterior circumflex artery)‏ إلى المفصل الحُقي العضدي (مفصل الكتف). وترتكز العضلة الظهرية العريضة على طول قاع الثلم.

## البنيان
يجري الثلم بميل قليل إلى أسفل وينتهي عند اتصال الثلث العلوى من عظم العضد والثلث الأوسط من العظم، ويتغطى الجزء العلوى من الثلم بطبقة رقيقة من الغضاريف، مُبَطّنة بامتداد من الغشاء الزليلي من مفصل الكتف، أما الجزء السفلي من الثلم فيرتكز فيه وتر العضلة الظهرية العريضة.
أعلى الثلم غائر وضيق، ثم يتسع قليلاً نزولا لأسفل ويصبح ضحلاً وأقل عمقا. تُسمى شفتا الثلم بعُرف الأحدوبة الكبيرة (لعظم العضد) وطعُرف الأحدوبة الصغيرة، على الترتيب، ويُشكلا معاً الأجزاء العلوية من الحافة الأمامية الإنسية لجسم عظم العضد.
يُشكّل الثلم بين حديبتي العضدي الجدار الوحشي للإبطين.

## صور إضافية

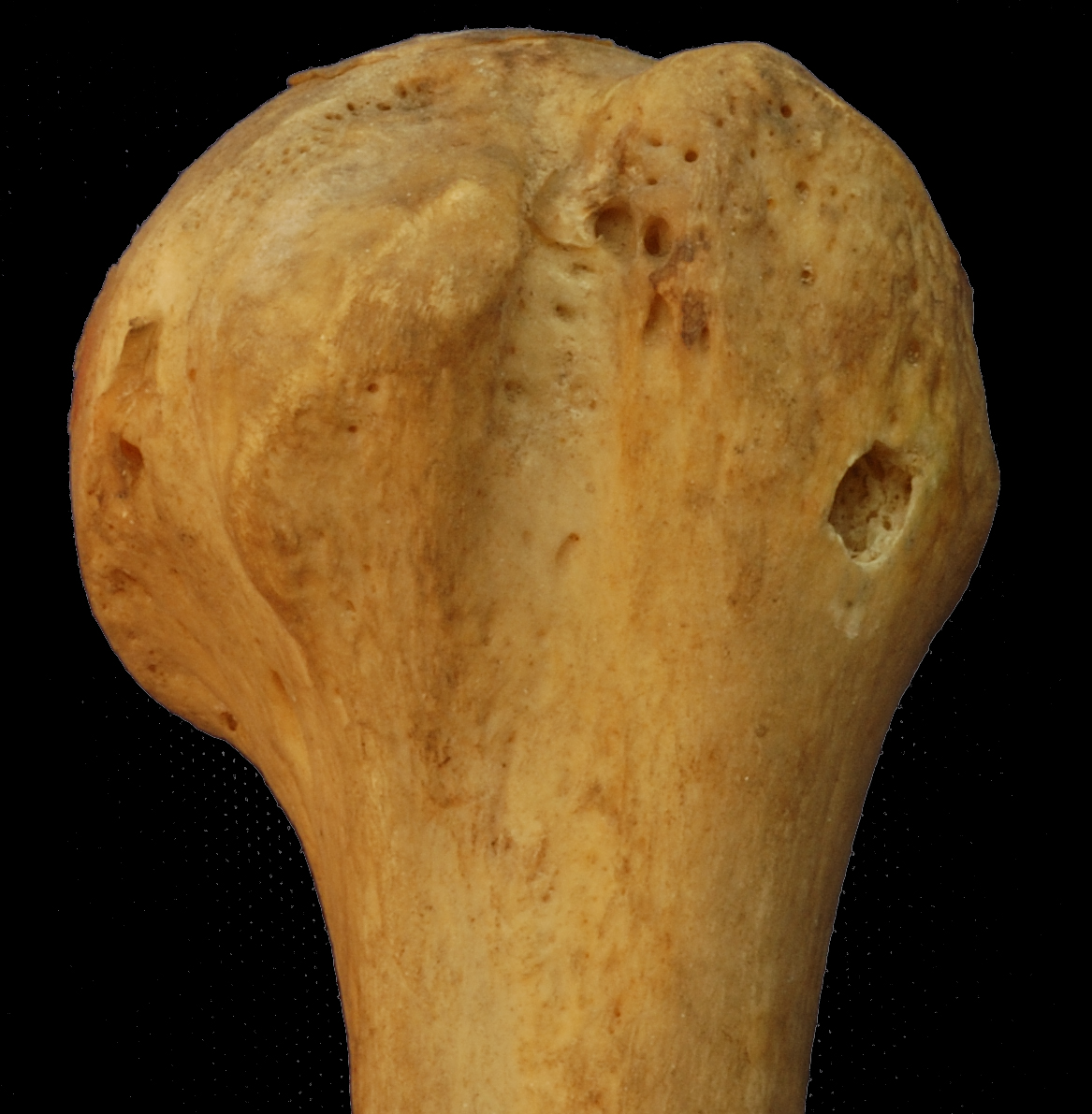
رأس عظم العضد. عرض أمامى
الثلم بين حديبتي العضدي يُرى في الوسط بين الحدبتين

## وصلات خارجية
- صور تشريحية:03:st-0204 في مركز داونستيت الطبي التابع لجامعة نيويورك